# Самуел Сумбул
Самуел Сумбул (Сарајево, 1887 — Парма, 23. фебруар 1947) био је београдски архитекта.

## Биографија
Завршио је основну и средњу школу у Сарајеву. Отац му се звао Јаков и био је апотекар, а мајка Естер је била пореклом из породице босанских Јевреја. Самуел је завршио Архитектонски факултет у Бечу, где су студирала и остала његова браћа. У Београд је дошао након Првог светског рата и запослио се у привредном друштву „Архитектонско-грађевинско предузеће анх. С. Сумбула и инж Х. Исаковића”. У Београду је становао у Бранковој улици број 8, а наводи се да је ту кућу сам пројектовао. Осим архитектуром, бавио се и сликарством. Сумбул је основао и сликарски атеље уз сликарску школу Младена Јосића.
Међу његовим најважнијим архитектонским делима спадају зграде Савеза јеврејских општина Југославије, Јеврејског добротворног друштва „Онег Шабат и Гемулат Хасадим”, Јеврејски историјски музеј, тада Јеврејска сефардска општина, као и Споменик Јеврејима палим у Првом светском рату, који се налази на Јеврејском гробљу у Рузвелтовој улици у Београду.
Преживео је Други светски рат, а умро је у Парми, у Италији, 23. фебруара 1947. године. Сахрањен је у Парми.